# Altrip
Altrip (von lateinisch alta ripa „hohes Ufer“) ist eine Ortsgemeinde im Rhein-Pfalz-Kreis in Rheinland-Pfalz. Der nahezu unverändert überkommene Name geht darauf zurück, dass hier im Jahr 369 unter dem römischen Kaiser Valentinian I. das Kastell Alta Ripa gegründet wurde. Der Name bezieht sich auf die besondere Lage auf einer rechten Uferbank des Rheins.
Seit dem 1. Juli 2014 gehört Altrip der Verbandsgemeinde Rheinauen an, die vor dem 1. Januar 2016 den Namen Waldsee trug. Da die bis dahin verbandsfreie Gemeinde Altrip am Stichtag 30. Juli 2009 weniger als 10.000 Einwohner hatte, wurde am 19. Dezember 2011 auf der Grundlage der rheinland-pfälzischen Kommunal- und Verwaltungsreform zwischen den beteiligten Gemeinden eine Vereinbarung zur Bildung einer neuen Verbandsgemeinde getroffen. Diese wurde per Gesetz zum 1. Juli 2014 gebildet.
Altrip ist gemäß der Landesplanung als Grundzentrum eingestuft.

## Geographie

### Lage

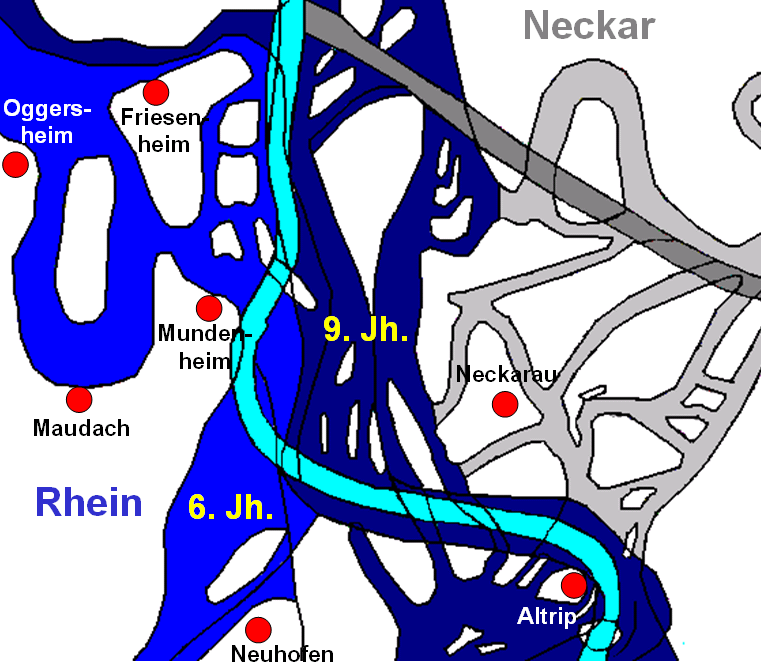
Lage an der Rheinschlinge

Altrip liegt südlich der Großstadt Ludwigshafen am Westufer des Rheins gegenüber dem rechtsrheinischen Mannheim und ist der am weitesten östlich gelegene Ort der Pfalz und des Landes Rheinland-Pfalz. Altrip erstreckt sich auf einem Schwemmlandrücken inmitten der Niederung des Rheins, der in diesem Bereich seinen heutigen Verlauf durch die Rheinbegradigung nach Johann Gottfried Tullas Plänen in den Jahren 1865 bis 1874 erhielt und den Ort in einer Schleife im Süden, Osten und Norden umfließt.

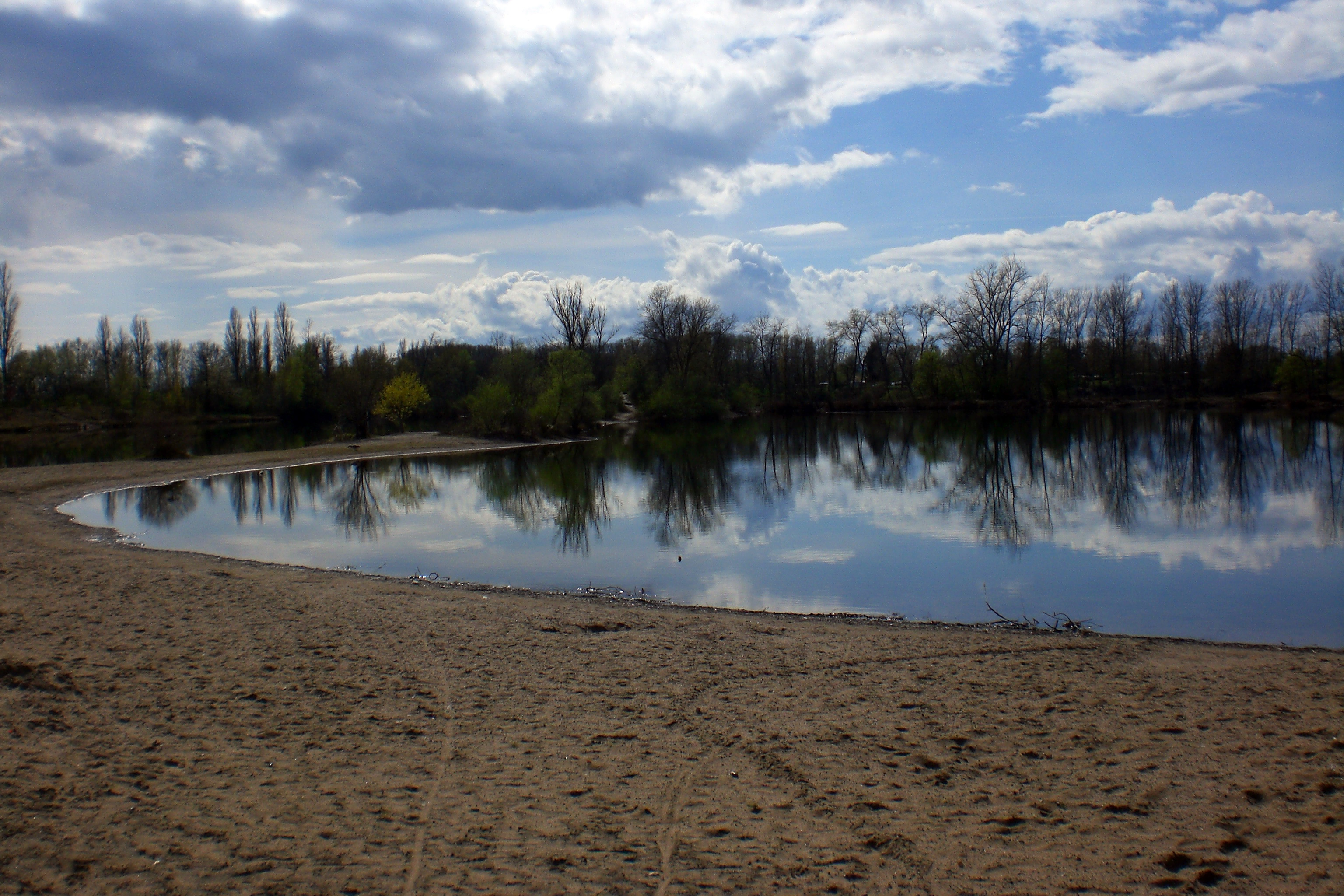
Strand der Blauen Adria (2008)

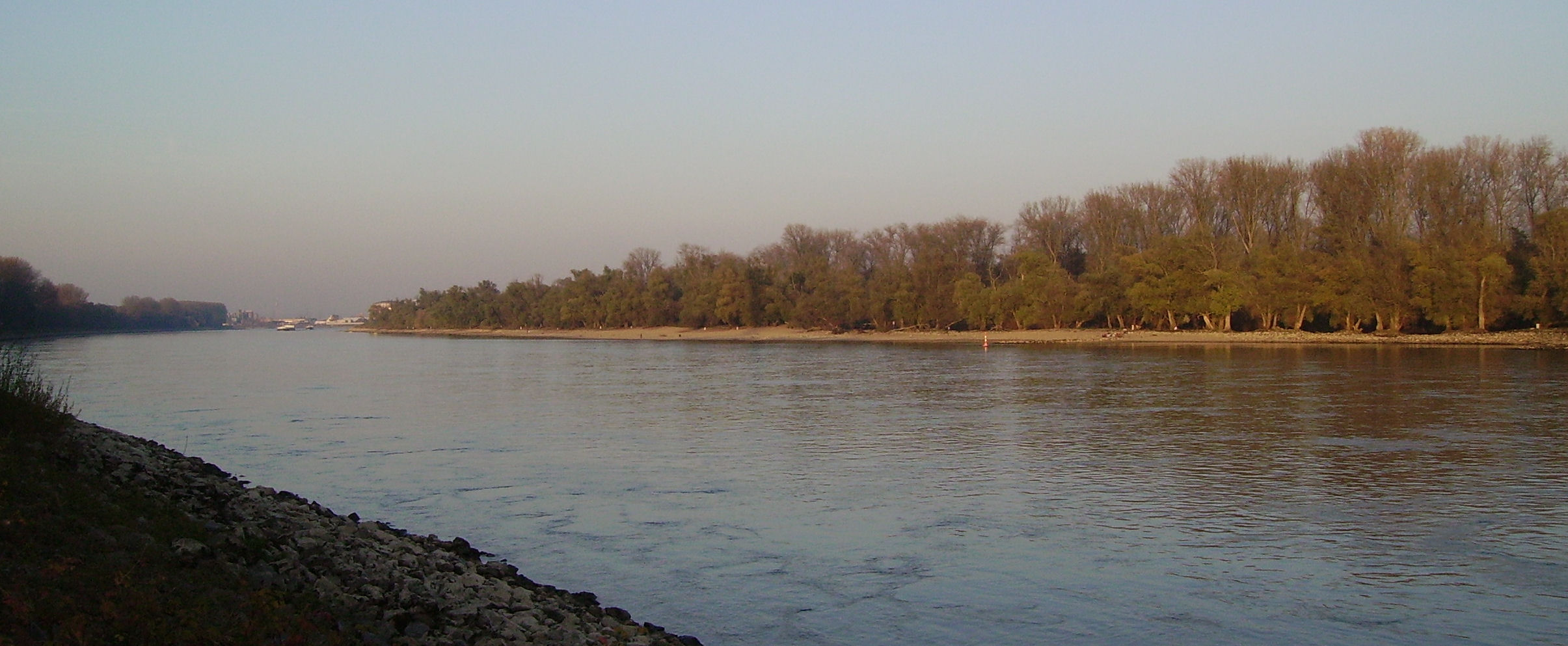
Rhein bei Altrip (2008)

Im Norden und Süden treten die abgeschnürten Altrheinarme bis an den Ort heran. Der Westen ist geprägt von einer zum Teil verlandeten Altrheinschlinge, dem Neuhofener Altrhein, sowie vom See-Ensemble der sogenannten Blauen Adria. Entlang des Rheins und seiner Altrheinarme breiten sich Auwälder aus. Die Hälfte der Gemarkungsfläche wird von Gewässern, Ödland und Forst eingenommen.
In einem der mittlerweile verlandeten Rheinarme wurde noch vor 200 Jahren Gold gewaschen. Heute beuten Sand- und Kiesbagger den Boden aus. Die Lagerung reicht bis 20 m Tiefe vom Flugsand über Fein- und Grobsand sowie Fein- und Grobkies.
Zu Altrip gehören zusätzlich die Wohnplätze Am Altrhein, Am Strandhotel, In den Anlagen, Im Altrheingrund, Im Krappen, Rheinauenhof und Riedhof.

### Klima
Altrip liegt in einem Gebiet, dessen Klima durch zahlreiche Gewässer und Wälder beeinflusst wird. Der Vorfrühling beginnt bereits im ersten Märzdrittel. Die Jahrestemperaturen liegen bei 11 °C. Starke Niederschläge im Sommer können Treibhauseffekte bewirken, die Gewässer begünstigen im Spätherbst Nebelfelder.

### Nachbargemeinden
Nachbargemeinden sind von Nord nach Süd Ludwigshafen am Rhein, Neuhofen und Waldsee auf der westlichen sowie Mannheim auf der östlichen Rheinseite.

## Geschichte

### Zeittafel
| Jahr    | Ereignis                                                                                          |
| ------- | ------------------------------------------------------------------------------------------------- |
| 369     | Erste Erwähnung des Ortes im Panegyricus des Quintus Aurelius Symmachus vor Kaiser Valentinian I. |
| 380     | Altriper Legionäre müssen das Christentum annehmen                                                |
| 390     | Nennung Altrips in der Notitia dignitatum                                                         |
| um 400  | Legionäre räumen das Kastell Alta Ripa                                                            |
| 406/407 | Zerstörung des Kastells durch Brand                                                               |
| 436/437 | Ende der Burgundenherrschaft in Altrip                                                            |
| 438     | Erste Erwähnung des Namens „Altaripa“ im Codex Theodosianus                                       |
| 762     | König Pippin III. schenkt die Cella Altrepio dem Kloster Prüm in der Eifel                        |
| 840     | Regino wird in Altrip geboren                                                                     |
| 892     | Regino wird Abt des Klosters Prüm                                                                 |

### Chronik

#### Vorzeit
Ältestes Zeugnis menschlichen Lebens bei Altrip ist der in einer Kiesgrube gefundene Oberschenkelknochen eines Neandertalers, der vor mehr als 100.000 Jahren lebte. Er hatte einen untersetzten, etwa 1,60 m großen Körper mit kurzen Gliedmaßen, einen niedrigen Schädel und starke Knochenwülste über den Augen. Wenn auch in der Altriper Gemarkung kein eiszeitlicher Werkzeugfund geborgen werden konnte, so wurden in Kiesgruben doch viele tierische Knochenfunde gemacht, u. a. Mammutknochen, Zähne von Wisent und Urpferd, Bruchstücke eines Riesenhirschgeweihs, Hauer eines Urebers und das Unterkieferstück einer Urantilope.
Aus der Jungsteinzeit wurden Werkzeuge gefunden, aus der Bronzezeit ein Bronzegefäß und eine Bronzenadel, während es keine inventarisierten Funde aus der Eisenzeit gibt.

#### Römerzeit

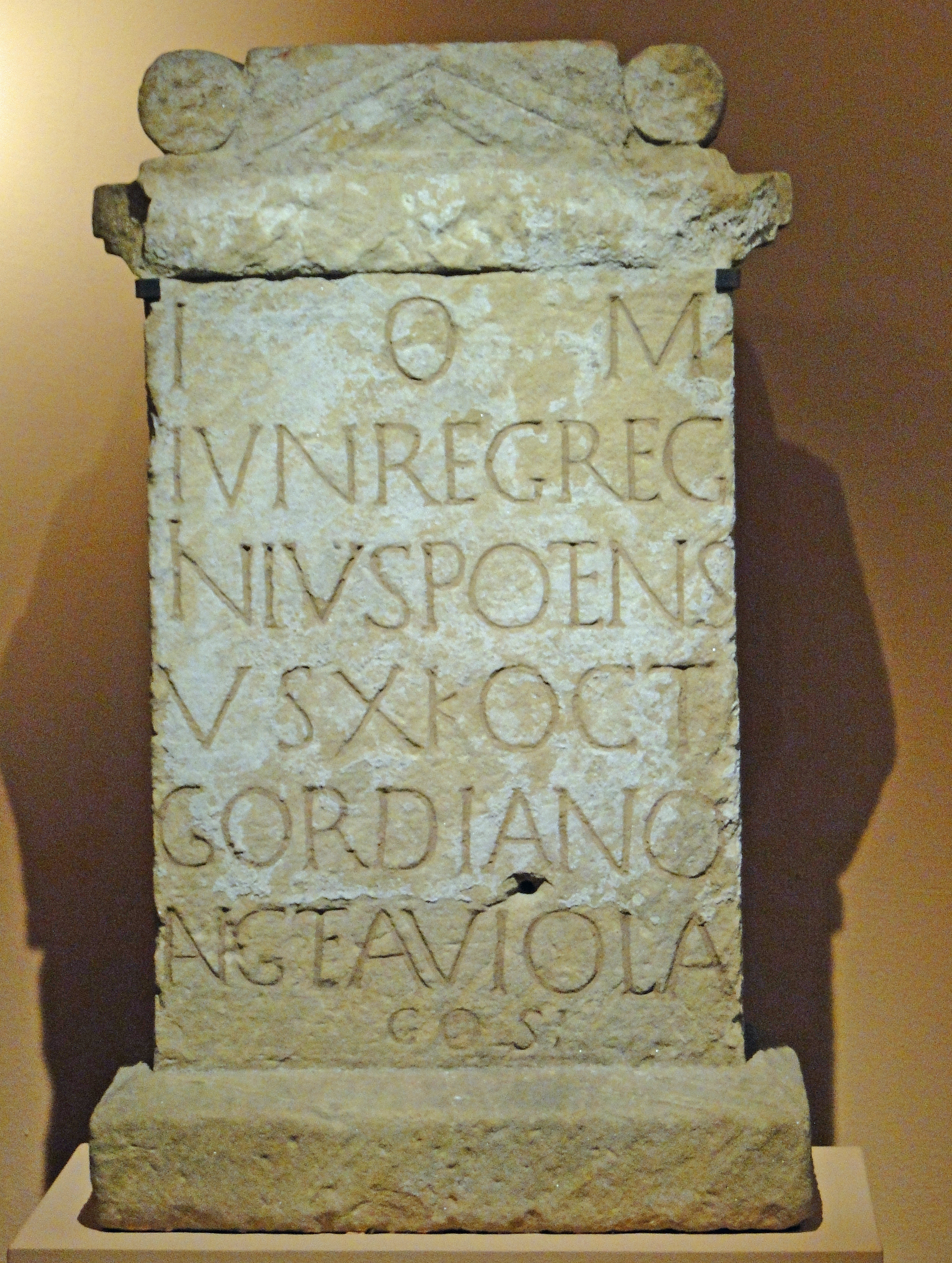
Weihealtar für Jupiter und Juno von 239

Kurz vor der Zeitenwende erschienen die Römer in den Gebieten links des Rheins. Später wurde das Kastell Altrip gegründet, weil in antiker Zeit am jenseitigen Rheinufer der Neckar mündete und das linke Rheinufer nach dem Fall des Limes als Grenze des Römischen Reichs ausgebaut wurde.
Altrip wurde als römische Gründung eines Kastells in der Regierungszeit Kaiser Valentinian I. im Jahre 369 erstmals erwähnt, und zwar in der Lobrede (lateinisch Panegyricus), die Quintus Aurelius Symmachus zum Neujahr 370 vor dem Kaiser hielt. Er spricht dort von „dem Ufer, dem seine Höhe den Namen gegeben hat“ (lateinisch … ipsa ripa barbariae, cui altitudo nomen inposuit …). Über die Bauvorgänge im Raum Altrip und Neckarau berichtet Ammianus Marcellinus:

„Als er dann bedachte, dass das hohe und sichere Bollwerk – zu dem er selbst vom Entwurf an den Grund gelegt hatte – allmählich durch den mächtigen Andrang der Wellen unterwühlt werden könne – denn der Neckar fließt daran vorbei – beschloss er, die Hauptströmung abzuleiten. Er ließ erfahrene Wasserbaumeister kommen sowie eine gut ausgerüstete Abteilung seiner Truppen und ging an das schwierige Werk. Viele Tage lang wurden nämlich Einbauten, die man aus Eichenholz zusammengefügt und in den Fluss gelassen hatte und neben denen gewaltige Pfähle in den Grund gerammt waren – was oft wiederholt werden musste – durch das aufgestaute Wasser durcheinander geworfen und gingen, von der Gewalt der Strömung fortgerissen, verloren. Trotzdem siegte der erhöhte Eifer des Kaisers und die Mühe seiner disziplinierten Soldaten, die während der Arbeit oft bis zum Kinn im Wasser standen. Endlich wurde, nicht ohne Lebensgefahr einzelner Leute, die Grenzfeste der Unruhe des drängenden Stromes entzogen und steht nun stark und sicher da.“

Der Begriff Altaripa selbst wird erstmals im 438 veröffentlichten Codex Theodosianus genannt als Ort der Verkündung eines Gesetzes am 19. Juni 369.

#### Mittelalter
Zwischen dem Ende des Römischen Reichs und der Zeit der Germanen bestand keine Siedlungskontinuität. Alamannen und später die Franken gründeten neue Siedlungen. Den alten römischen Namen behielten in der Rheinebene nur Rheinzabern, Pfortz und Altrip. Dies könnte bei Altrip damit zu tun haben, dass es eines der Kastelle war, die den rechtsrheinisch wohnenden Alamannen den Weg über den Rhein versperrten, so dass man diesen Namen kannte und weiter überlieferte. Eine alamannische Siedlung ist in Altrip nicht nachzuweisen, die Lage auf einem hochwassersicheren Schwemmrücken und die Verkehrslage lassen aber den Schluss zu, dass der Ort zur Alamannenzeit bewohnt war, aber infolge des kurzen Aufenthaltes der Alamannen von knapp 60 Jahren keine nachhaltigen Spuren erwartet werden können.
In der Merowingerzeit entstand auf der anderen Seite des Rheins der Königshof Neckarau, es ist jedoch nicht bekannt, welche Beziehungen damals zu Altrip bestanden. Dort gab es eine fränkische Siedlung oder Befestigung, ohne dass das Jahr ihrer Gründung angegeben werden kann. Allerdings ist urkundenmäßig belegt, dass in der Karolingerzeit der Königshof Neckarau der Klosterzelle in Altrip zu „ewigem Besitzrecht übertragen“ wurde.
Altrip wurde am 13. August 762 als Klosterzelle von König Pippin der mächtigen Abtei Prüm überschrieben und war wirtschaftlicher Mittelpunkt des umfangreichen Besitzes der Abtei im Bereich des Nahe-, Worms-, Speyer- und Lobdengaus (Ladenburg).
Mit hoher Wahrscheinlichkeit in Altrip wurde im Jahr 840 Regino, der spätere Abt des Klosters Prüm, geboren. Er schrieb die erste in Deutschland verfasste Weltchronik.
Auf die Existenz eines Schlosses in Altrip könnten Quellen aus späterer Zeit hindeuten.

#### Frühe Neuzeit

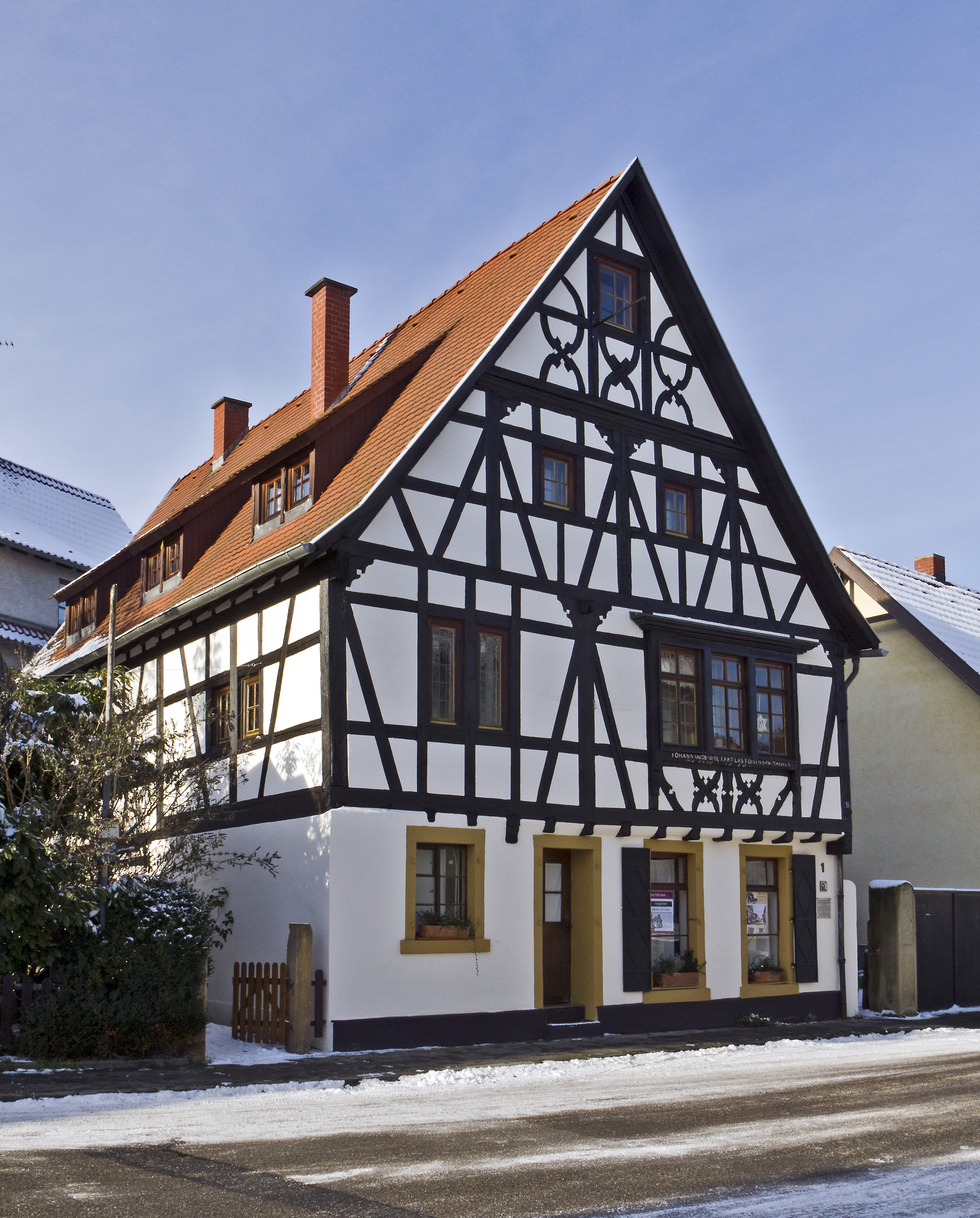
Das älteste Wohngebäude im Ort, erbaut 1660 (Aufnahme: Dezember 2010)

Der reformierte Theologe David Pareus hielt naturwissenschaftliche Beobachtungen aus den Jahren 1584 und 1596 fest, die er selbst anlässlich zweier Besuche von Altrip machte. Beim zweiten Besuch fiel ihm auf, dass der Rhein, der zwölf Jahre zuvor oberhalb von Altrip noch durch zwei mächtige Schlingen – zunächst nach links, dann nach rechts – geflossen war, mittlerweile einen Damm durchbrochen und die beiden Flussschlingen abgeschnitten hatte. Der Fluss strömte nun mit sehr viel größerer Geschwindigkeit unmittelbar östlich am Dorf vorbei. In einer anderen Quelle wurde der Rheindurchbruch von Altrip unglaubhaft früh auf 1509 datiert, was Historiker, die Fehllesung einer Ziffer unterstellend, auf 1609 korrigierten. Aufgrund von Pareus’ Aufzeichnungen scheint aber geklärt, dass nicht eine Ziffer verlesen, sondern die letzten zwei verdreht wurden und der Durchbruch bereits 1590 stattgefunden hat.
Bis Ende des 18. Jahrhunderts gehörte der Ort zur Kurpfalz und unterstand dort dem Oberamt Neustadt sowie der Oberschultheißerei Oggersheim.
Von 1798 bis 1814, als die Pfalz Teil der Französischen Republik (bis 1804) und anschließend Teil des Napoleonischen Kaiserreichs war, war Altripp – so die damalige Schreibweise – in den Kanton Mutterstadt eingegliedert und besaß eine eigene Mairie. 1815 wurde er Österreich zugeschlagen. Bereits ein Jahr später wechselte der Ort wie die gesamte Pfalz in das Königreich Bayern. Von 1818 bis 1862 gehörte er dem Landkommissariat Speyer an; aus diesem ging das Bezirksamt Speyer  hervor.
1865 wurde im Rahmen der Rheinbegradigung ein Durchstich unmittelbar östlich des Ortes vorgenommen. Damit änderte man den ursprünglichen Plan, den Rhein westlich des Ortes fließen zu lassen, und Altrip blieb Teil der bayerischen Pfalz. Das „Altriper Eck“ ist auf dem Grabstein Johann Gottfried Tullas abgebildet.
Ab 1886 war Altrip Bestandteil des neu geschaffenen Bezirksamt Ludwigshafen.

#### 20. Jahrhundert
Seit 1939 ist der Ort Bestandteil des Landkreises Ludwigshafen am Rhein, der seit 2004 Rhein-Pfalz-Kreis heißt.
Im Zweiten Weltkrieg wurden um Altrip herum einige Flakstellungen eingerichtet, um das nahegelegene Großkraftwerk Mannheim vor alliierten Luftangriffen zu schützen. Durch Bombenangriffe wurden im Verlauf des Krieges in Altrip 101 Wohn- und Wirtschaftsgebäude total, 100 schwer und 659 leicht beschädigt, 573-mal gab es Luftalarm. An 38 Tagen war die Dorfgemarkung von Luftangriffen betroffen, wobei 35 Menschen getötet und 58 verletzt wurden.
Nach dem Krieg wurde Altrip innerhalb der französischen Besatzungszone Teil des damals neu gebildeten Landes Rheinland-Pfalz. Seit 2014 ist die Gemeinde Bestandteil der neu geschaffenen Verbandsgemeinde Rheinauen, nachdem sie zuvor verbandsfrei gewesen war.

## Bevölkerung

### Einwohnerstatistik
Die erste Angabe zur Bevölkerungszahl liegt von 1585 vor; damals bewohnten etwa 130 Einwohner die heutige Ludwigstraße und die Römerstraße. Bis 1617 stieg die Zahl rasch auf 215 an, blieb dann aber lange Zeit weitgehend konstant: 1721 waren es etwa 250, 1806 260 Einwohner. Grund dafür ist die beengte Lage des Ortes, die nur relativ wenige vom Hochwasser ungefährdete Bauplätze bot. Bis 1840 hatte sich durch Wegfall feudaler Einschränkungen und damit Zuzug vieler Einwanderer die Bevölkerungszahl auf 550 etwa verdoppelt. Diese fanden Wohnraum durch Hofteilungen und Neuaufteilung der Grundstücke innerhalb der bisherigen Siedlungsgrenzen.
Mit der Rheinbegradigung und damit der Eindämmung der Hochwassergefahr änderte sich die Raumsituation grundlegend, eine Ausdehnung der Siedlungsfläche war jetzt möglich. Bis zum Ersten Weltkrieg wohnten etwa 2500 Personen in Altrip. Nach dem Zweiten Weltkrieg erhöhte sich diese Zahl durch Anlage neuer Baugebiete noch einmal beträchtlich, sodass es Anfang des 21. Jahrhunderts fast 8000 Einwohner waren. Seitdem ist diese Zahl wieder leicht gesunken, Ende 2018 hatte Altrip rund 7600 Einwohner.
Die Entwicklung der Einwohnerzahl von Altrip, die Werte von 1871 bis 1987 beruhen auf Volkszählungen:

Einwohnerentwicklung von Altrip von 1815 bis 2018

| Jahr | Einwohner |
| ---- | --------- |
| 1815 | 326       |
| 1835 | 533       |
| 1871 | 919       |
| 1905 | 1.966     |
| 1939 | 3.607     |
| 1950 | 3.683     |

| Jahr | Einwohner |
| ---- | --------- |
| 1961 | 4.482     |
| 1970 | 5.341     |
| 1987 | 5.873     |
| 1997 | 7.479     |
| 2005 | 7.868     |
| 2024 | 7.648     |

### Konfessionsstatistik
Mit Stand 31. Juli 2014 waren von den Einwohnern 26,4 % römisch-katholisch, 33,4 % evangelisch, 40,2 % waren konfessionslos oder gehörten einer anderen Glaubensgemeinschaft an. Die Zahl der Katholiken und der Protestanten an der Gesamtbevölkerung ist seitdem beträchtlich gesunken. Ende Juli 2025 waren von den Einwohnern 24,5 % evangelisch und 21,0 % katholisch, 54,5 % waren konfessionslos oder gehörten einer anderen Glaubensgemeinschaft an.

## Politik
Bei Bundestagswahlen gehört Altrip zum Wahlkreis Ludwigshafen/Frankenthal.

### Gemeinderat
Der Gemeinderat in Altrip besteht aus 24 Ratsmitgliedern, die bei der Kommunalwahl am 9. Juni 2024 in einer personalisierten Verhältniswahl gewählt wurden, und dem ehrenamtlichen Ortsbürgermeister als Vorsitzendem.
Die Sitzverteilung im Gemeinderat:
- SPD: 5
- Grüne: 4
- FWG: 9
- CDU: 5
- DVU: 1

| Wahl | SPD | CDU | GRÜNE | LINKE | FWG | DVU | WGR | Gesamt |
| ---- | --- | --- | ----- | ----- | --- | --- | --- | ------ |
| 2024 | 5   | 5   | 4     | –     | 9   | 1   | –   | 24     |
| 2019 | 6   | 5   | 5     | –     | 7   | 1   | –   | 24     |
| 2014 | 8   | 7   | 4     | –     | 4   | 1   | –   | 24     |
| 2009 | 7   | 8   | 4     | 0     | 4   | 1   | –   | 24     |
| 2004 | 6   | 6   | –     | –     | 8   | 0   | 4   | 24     |

- FWG = Freie Wählergruppe Altrip e. V.
- DVU 2009 = die Partei Deutsche Volksunion, seit 2014 = die Wählergruppe Deutsche Volksunion Rhein-Pfalz e. V.
- WGR 2004 = Zwei Wählergruppen

### Bürgermeister
Bei der Kommunalwahl am 9. Juni 2024 wurde der parteilose Volker Mansky mit einem Stimmenanteil von 78,2 % für weitere fünf Jahre wiedergewählt.

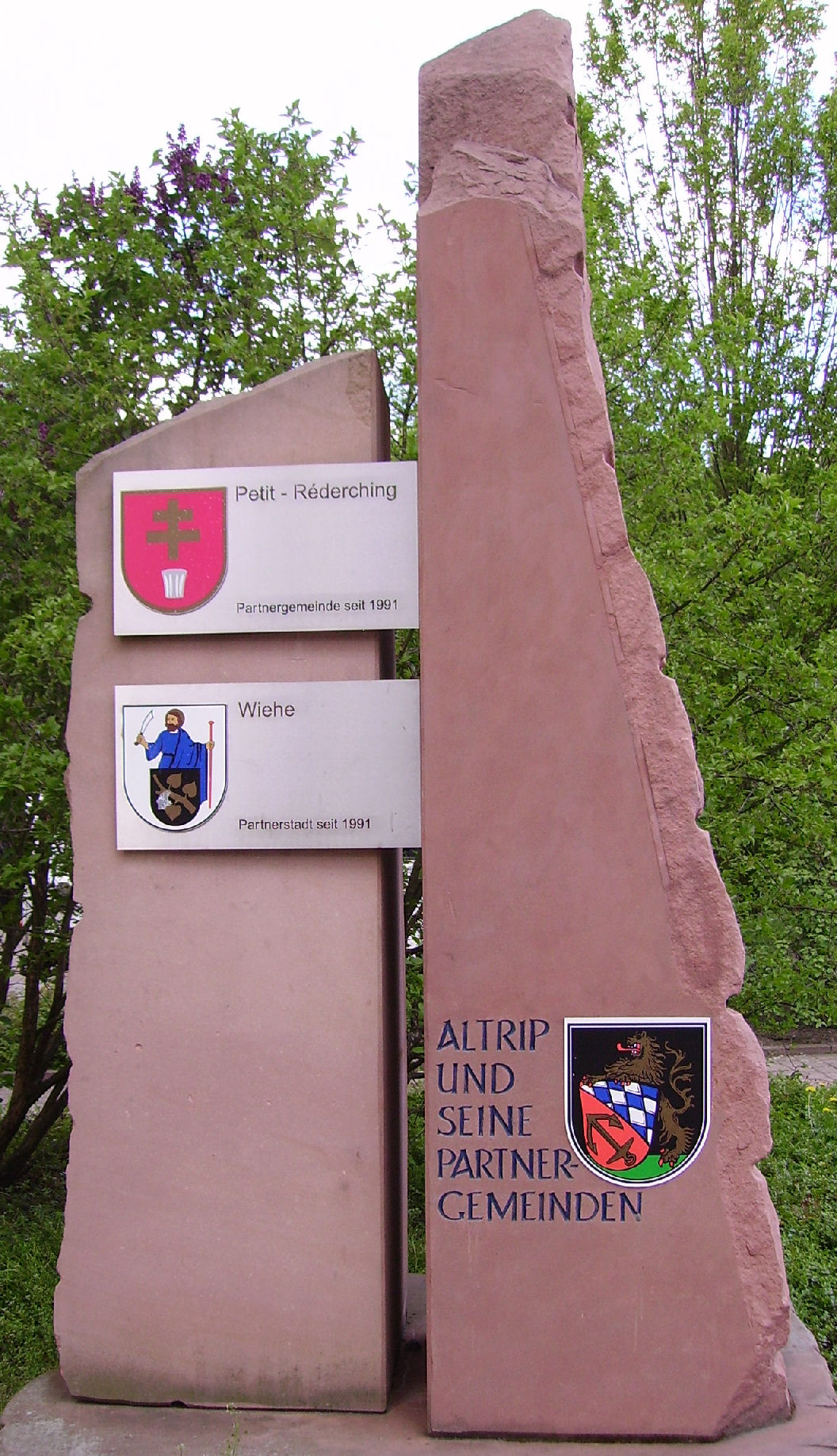
Partnergemeinden

### Wappen und Fahne
Beschreibung des Wappens: Im schwarzen Felde hält ein goldener Löwe mit den Vorderpranken einen auf grünem Grund stehenden geteilten Wappenschild, der oben die Wittelsbacher Rauten und unten einen goldenen Anker in Rot aufweist.
Die Fahne ist von Blau und Gelb und Blau im Verhältnis 3:5:3 gespalten bzw. geteilt, darin das Wappen.

### Gemeindepartnerschaften
Altrip unterhält Gemeindepartnerschaften mit
- Petit-Réderching (Frankreich)
- Wiehe, Ortsteil der Stadt Roßleben-Wiehe (Thüringen)
- Kutztown Borough (Berks County, Pennsylvania, USA)[14]

## Kultur und Sehenswürdigkeiten

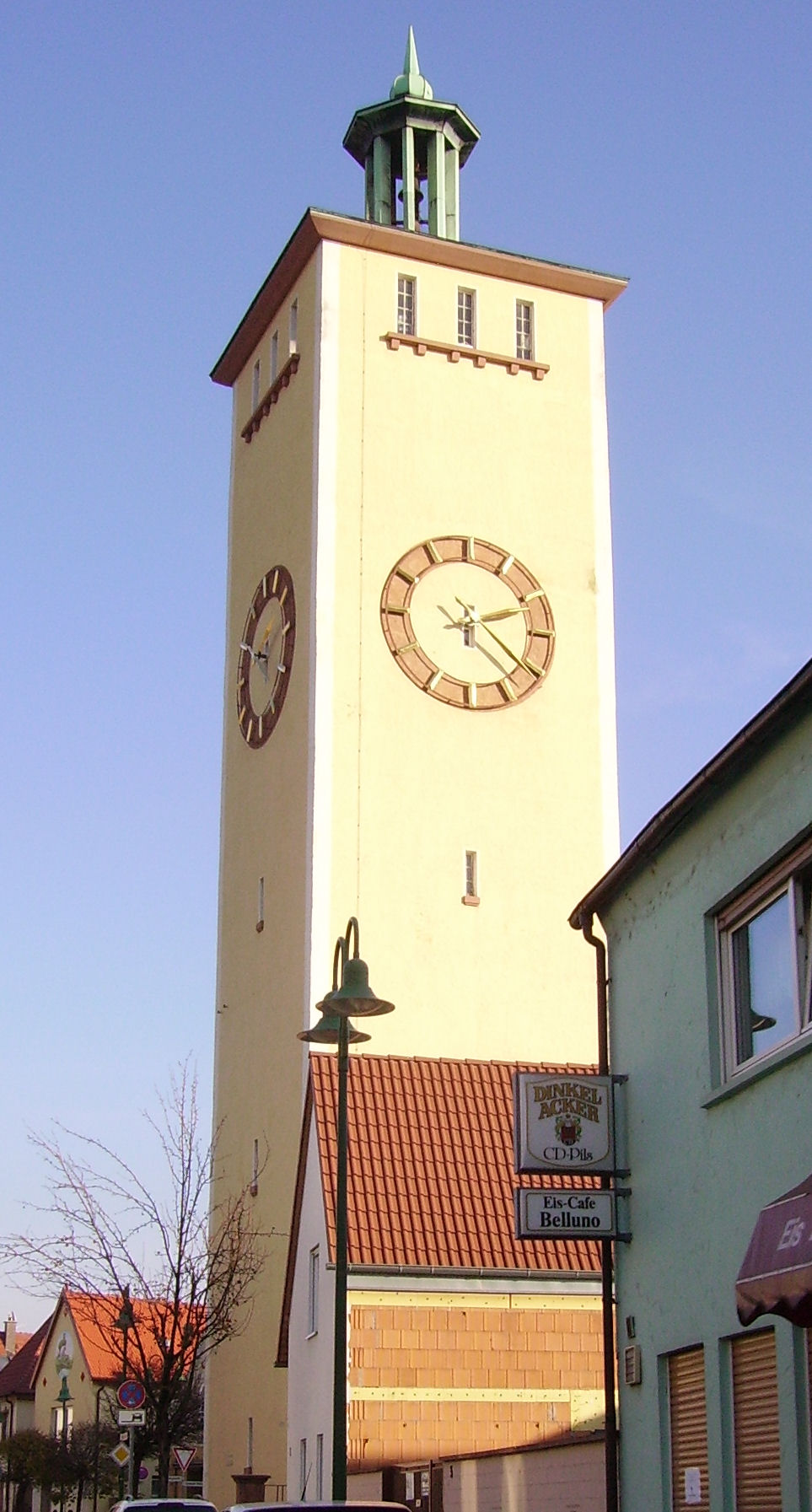
Wasserturm

### Kulturdenkmäler
Denkmalgeschützt sind unter anderem die protestantische Kirche und die katholische St. Peter und Paul. Ein Wahrzeichen des Ortes ist der Wasserturm in der Ortsmitte. Er wurde am 27. August 1927 eingeweiht, als die Wasserleitung in Betrieb genommen wurde. In den Wasserturm ist die folgende Urkunde eingemauert:

„Im Jahre des Herrn eintausend neunhundert und siebenundzwanzig, als Paul von Hindenburg Präsident des Deutschen Reiches, Dr. Heinrich Held Ministerpräsident von Bayern, Dr. Jakob Matheus Regierungspräsident der Pfalz, Oberregierungsrat Dr. Albert Lederle Vorstand des Bezirksamtes Ludwigshafen am Rhein war – als Adam Jacob erster, Michael Kirsch zweiter und Philipp Hoock IV. dritter Bürgermeister von Altrip war, wurde dieser Wasserturm gebaut.“

### Kastell Altrip
Direkt neben der evangelischen Kirche, wo einst das römische Kastell stand, sind in einer kleinen Informationsstätte zwei Portikusspolien, ein Pilaster und das Fragment einer geschuppten Jupitergigantensäule aus dem Kastell aufgestellt und durch Tafeln erläutert.

### Natur
Über das Gemeindegebiet erstrecken sich die Naturschutzgebiete Horreninsel, Neuhofener Altrhein, Neuhofener Altrhein (nördliche Erweiterung) und Prinz-Karl-Wörth, ebenso das EU-Vogelschutzgebiet Neuhofener Altrhein mit Prinz-Karl-Wörth, sie ist auch Teil des überregionalen Landschaftsschutzgebiets „Pfälzische Rheinauen“. Innerhalb des Gemeindegebiets existieren zudem zwei Naturdenkmale.

### Vereine

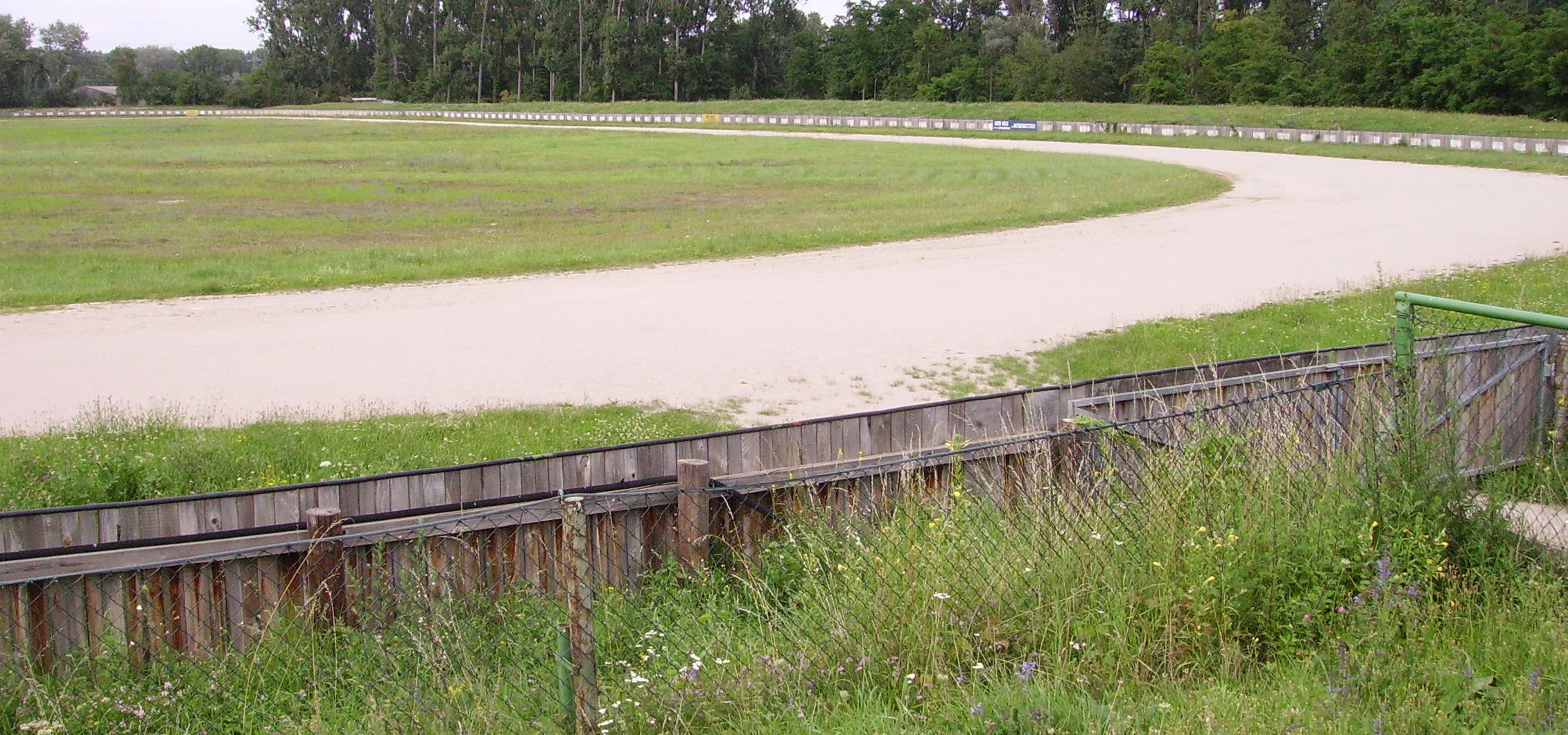
Sandbahn des MSC Altrip

Die meisten Mitglieder zählt der TuS Altrip, der für seine Arbeit im Juniorenfußball bekannt ist. 1970 wurde die Mannschaft, für die damals der spätere Nationalspieler Manfred Kaltz spielte, deutscher Vizemeister bei den A-Junioren.
Bekannt sind die Internationalen Sandbahnrennen des Motorsportclubs Altrip. Der Kanu-Club errang deutsche Meisterschaften und eine Vizeweltmeisterschaft. Die Gewichtheber des AC Altrip gingen in der Saison 2007/2008 in der 1. Gewichtheber-Bundesliga an die Hantel.
Eine der größten Ortsgruppen der Deutschen Lebens-Rettungs-Gesellschaft des DLRG-Bezirks Vorderpfalz ist in Altrip beheimatet.
Der Heimat- und Geschichtsverein Altrip kümmert sich um die Erhaltung der historischen Denkmale und hat in Zusammenarbeit mit der Gemeinde unter anderem die Informationsstätte Kastell Alta Ripa geschaffen.

## Wirtschaft und Infrastruktur

### Verkehr

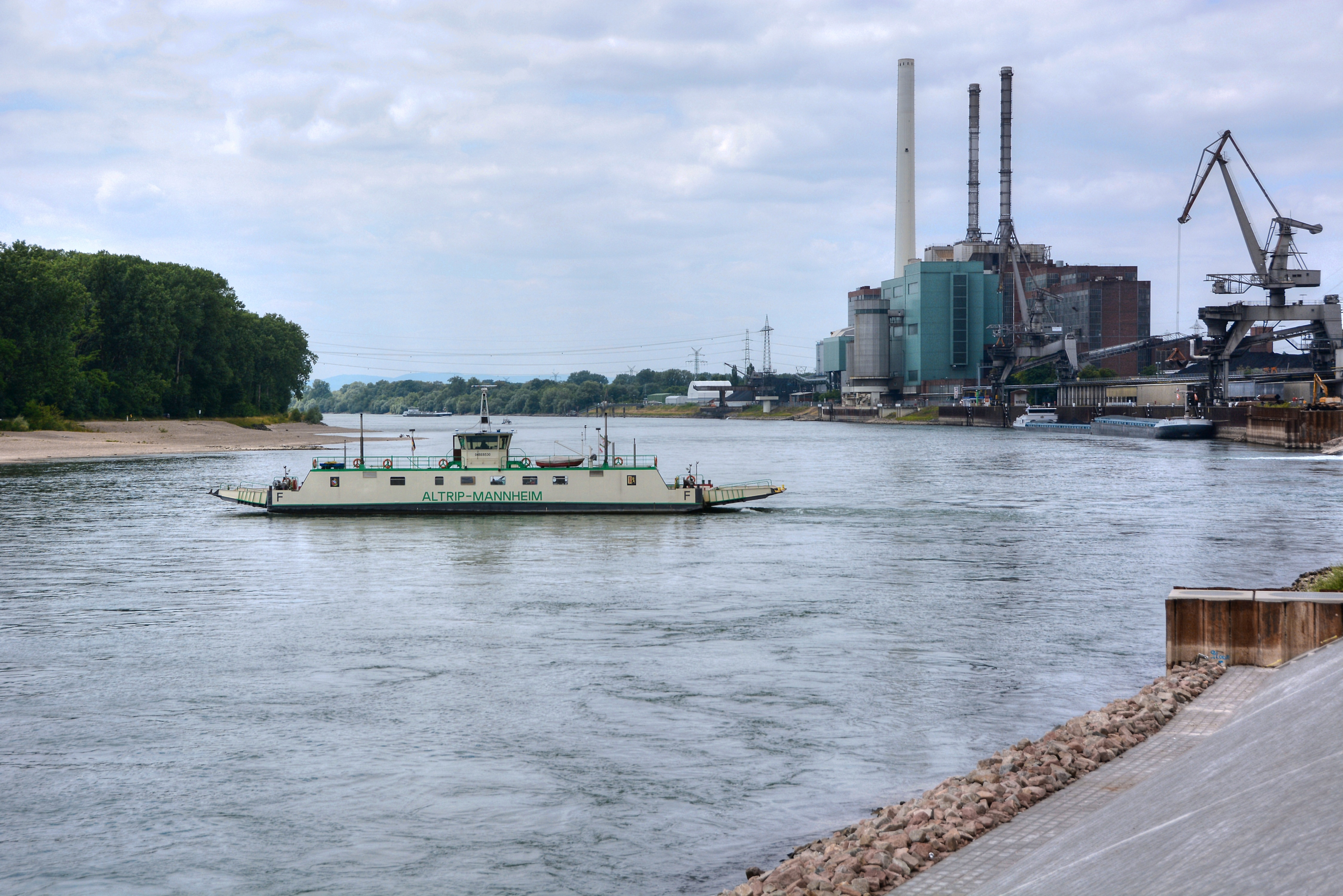
Rheinfähre nach Mannheim

Das Rheingönheimer Kreuz westlich von Altrip, in dem sich die Bundesstraßen 9 (Karlsruhe–Ludwigshafen am Rhein) und 44 (Frankfurt–Ludwigshafen) treffen, ermöglicht linksrheinisch alle großräumigen Anschlüsse. Wegen des nachträglichen Verzichts auf den östlichen Zweig, der nördlich des Wohngebiets an Altrip vorbei über eine neue Rheinbrücke Mannheim erreichen sollte, fehlt die direkte Verbindung dorthin.
So führt von Altrip eine Rheinfähre nach Mannheim. Die Gierfähre, für die Altrip im Jahr 1898 das Fährrecht erhielt, wurde 1958 durch eine Fähre mit eigenem Motor ersetzt.
Bis in die 1980er Jahre gab es auf der gegenüberliegenden Seite des Rheins an der Bahnstrecke Mannheim–Rastatt zwischen den Bahnhöfen Mannheim-Neckarau und Mannheim-Rheinau Hafen einen Haltepunkt Altrip.
Mittlerweile verkehrt von Mannheim-Neckarau die Kleinbuslinie 98, die mit Großraumtaxis betrieben wird, über die Rheinfähre nach Altrip, wo in die Buslinie 570 der Busverkehr Rhein-Neckar nach Ludwigshafen-Rheingönheim umgestiegen werden kann. Zeitweise verkehrt auch die 578 nach Mutterstadt.

### Bildung

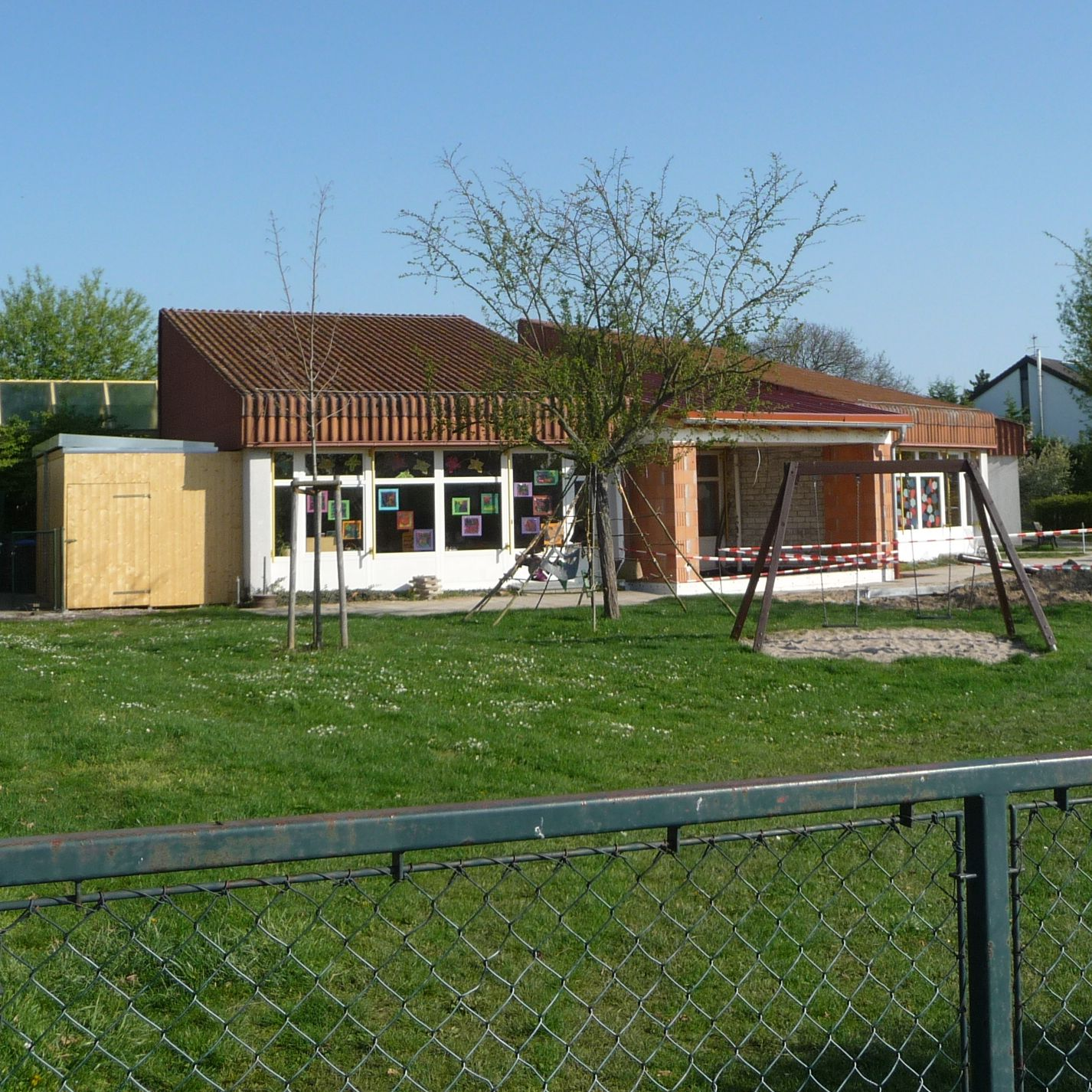
Kindergarten in Altrip

In der Gemeinde gibt es vier Kindergärten: den Friedrich-Fröbel-Kindergarten (gemeindlich), den Geschwister-Scholl-Kindergarten (gemeindlich), den Protestantischen Kindergarten und den Kindergarten Regino (katholisch). Die Albert-Schweitzer-Grundschule betreut die Schüler bis zum vierten Schuljahr. Weiterführende Schulen müssen in den Nachbarorten besucht werden, beispielsweise in Limburgerhof, Ludwigshafen oder Mannheim.

## Rezeption
In dem in Tübingen herausgegebenen Cottaischen Morgenblatt für gebildete Stände schildert ein Briefschreiber einen Spaziergang nach Altrip im Jahr 1812:

„Als wir anlandeten, empfingen uns zwei französische Zollbeamte und forderten uns die Pässe ab. Wir hatten keine und versuchten also auf gut Glück ohne Laufzettel nach Altrip zu kommen. Wir erklärten, unsere Absicht wäre nur, den Pfarrer des Ortes zu besuchen, und auf unser Ehrenwort, dass wir nicht weiter gehen wollten, wurden wir mit echt alter französischer Höflichkeit entlassen. Glücklich kamen wir nun in Altrip an. Dieser Ort hat eigentlich seinen Namen von den hohen Ufern des Rheins. Die Römer hatten da eine Kolonie, die sie alta ripa nannten. Sonst war es diesseits des Rheines, heutzutage aber, da der Strom sich ein neues Bett gesucht hatte, liegt es jenseits. Die Einwohner nähren sich von der Fischerei, die hier sehr ergiebig ist, da in dem alten Rhein viele und große Fische sich aufhalten. Ohne besondere Anweisung fällt es schwer, Fische zu bekommen, da die Gemeinde ihre Ausbeute nach Mainz schickt. Hier ist es, wo die Regierung den alten Rhein von neuem trennen ließ: der Damm, der dieses bewerkstelligt, ist wahrhaft groß. Viele tausend Morgen Land werden durch diesen Damm vor Überschwemmung geschützt.“

## Persönlichkeiten

### Ehrenbürger
- Ernst Philipp Jacob (* 29. März 1886 in Altrip; † 16. Mai 1967 in Hannover), Politiker (FDP)
- Adam Jacob (* 6. Juni 1887 in Altrip; † 3. April 1981 in Altrip), langjähriger Bürgermeister
- Perhobstler (* 4. Dezember 1891 in Altrip; † 7. April 1975 in Frankfurt), pfälzischer Heimatdichter

### Söhne und Töchter der Gemeinde
- Regino von Prüm (etwa 840–915), Musiktheoretiker, Kanonist und Geschichtsschreiber
- Alo Altripp (1906–1991), Maler und Grafiker
- Werner Feth (1911–1964), Fußballspieler
- Helmut Schneider (1913–1984), Fußballspieler
- Iris Klein (* 1967), Reality-TV-Teilnehmerin und Gastronomin
- Patrick Fassott (* 1971/1972), Politiker (SPD), seit 2019 Bürgermeister der Verbandsgemeinde Rheinauen
- Jochen Magin (* 1986), Musiker der Gruppe Die anonyme Giddarischde
- Peter Müller (* 1965), ehemaliger deutscher Kanute im Wildwasserrennsport
- David Schneider (* 1992), Gitarrist der Band The Butcher Sisters

### Personen, die vor Ort gewirkt haben
- Friedrich Kurz, Bildhauer, schuf vor Ort das Regino-Denkmal
- Theobald Hauck (1902–1980), Bildhauer und Zeichner, schuf das örtliche Kriegerdenkmal
- Ludwig Neischwander (1904–1943), kommunistischer Widerstandskämpfer gegen den NS-Staat, wurde 1933 vor Ort verhaftet und anschließend in ein KZ eingeliefert
- Karl-Heinz Weyrich (1925–2002), Landespolitiker (SPD), saß zeitweise im Gemeinderat.
- Edgar Landherr (* 1945), Künstler, lebte zeitweilig vor Ort
- Manfred Kaltz (* 1953), Fußballnationalspieler
- Joachim Mazomeit (1932–2012), Pfarrer in Altrip
- Armin Grau (* 1959), Politiker (GRÜNE), wohnt seit 2003 vor Ort
- Sven Schlegler, Teilnehmer an der 16. Staffel von Deutschland sucht den Superstar